# كارل يوهان كريستيان تسمرمان
كارل يوهان كريستيان تسمرمان (بالألمانية: Carl Johann Christian Zimmermann)‏ (و. 1831 – 1911 م) هو مهندس معماري من ألمانيا، وبولندا، والإمبراطورية الروسية، ولد في البلنغ، توفي في هامبورغ، عن عمر يناهز 80 عاماً.